# Фелин-Терменес
Фели́н-Термене́с (фр. Félines-Termenès) — коммуна во Франции, находится в регионе Лангедок — Руссильон. Департамент коммуны — Од. Входит в состав кантона Мутуме. Округ коммуны — Каркасон.
Код INSEE коммуны — 11137.

## Население
Население коммуны на 2008 год составляло 132 человека.
| 1962 | 1968 | 1975 | 1982 | 1990 | 1999 | 2008 |
| ---- | ---- | ---- | ---- | ---- | ---- | ---- |
| 83   | 105  | 108  | 106  | 107  | 110  | 132  |

## Экономика
В 2007 году среди 77 человек в трудоспособном возрасте (15—64 лет) 50 были экономически активными, 27 — неактивными (показатель активности — 64,9 %, в 1999 году было 68,5 %). Из 50 активных работали 42 человека (25 мужчин и 17 женщин), безработных было 8 (5 мужчин и 3 женщины). Среди 27 неактивных 2 человека были учениками или студентами, 16 — пенсионерами, 9 были неактивными по другим причинам.

## Фотогалерея
- Мэрия
- Церковь Нотр-Дам